# Ordre de la Tour et de l'Épée
L’ordre militaire de la Tour et de l'Épée de Valeur, Loyauté et Mérite (portugais : Ordem Militar da Torre e Espada do Valor, Lealdade e Mérito) est un ordre portugais de chevalerie et la plus haute distinction honorifique portugaise.

## Histoire
Elle a été créée par le roi Alphonse V en 1459.
Tombée en désuétude, elle a été réactivée le 29 novembre 1808 par le prince régent Jean, qui deviendra plus tard Jean VI du Portugal, pour commémorer l'arrivée saine et sauve de la famille royale au Brésil après l'invasion du Portugal par Napoléon. Elle peut être décernée tant à des Portugais qu'à des étrangers, pour des actions militaires, politiques ou civiles. Parmi les récipiendaires figuraient des sujets britanniques qui avaient aidé la famille royale dans sa fuite, mais n'étaient pas éligibles aux autres distinctions portugaises en raison de leur religion.
En 1832, Pierre IV du Portugal, duc de Bragance, réforme l'ordre, le renomme ordre militaire de la Tour et de l'Épée de Valeur, Loyauté et Mérite et créé quatre grades :
- grand-croix
- commandeur
- officier
- chevalier.

En 1896, le grade de grand officier a été inséré entre grand croix et commandeur pour aligner la hiérarchie de l'ordre sur celle de la Légion d'honneur française. 
Le 15 octobre 1910, le gouvernement républicain du Portugal a aboli tous les ordres militaires, à l'exception de l'ordre de la Tour et de l'Épée. Le 26 septembre 1917, l'ordre est réformé une troisième fois pour être ramené à quatre grades, le grade de grand-croix étant réservé au président de la république du Portugal. En 1918, un cinquième grade est rajouté pour retrouver la configuration de 1896.
Le président est ex officio le grand maître de l'ordre et en est membre avec le grade de grand-croix.
Le grade de grand collier a été ajouté en 1939, portant le nombre actuel des grades à six. Il n'est accordé qu'aux chefs d'État pour mérites militaires et a été attribué pour la première fois à Francisco Franco. Depuis 1963, il n'a été accordé qu'aux présidents du Portugal.
Aníbal Milhais est le seul soldat à avoir reçu cette distinction sur le champ de bataille et non lors de la traditionnelle cérémonie à Lisbonne.
| Rubans portés sur les uniformes | Rubans portés sur les uniformes | Rubans portés sur les uniformes | Rubans portés sur les uniformes | Rubans portés sur les uniformes | Rubans portés sur les uniformes |
| ------------------------------- | ------------------------------- | ------------------------------- | ------------------------------- | ------------------------------- | ------------------------------- |
| Grand Collier                   | Grand-croix                     | Grand officier                  | Commandeur                      | Officier                        | Chevalier                       |

## Liste des décorés

### Grand Collier
- António Ramalho Eanes
- Mário Soares
- Jorge Sampaio

### Grand Croix
- António José de Almeida
- Baron Pierre Emmanuel Félix Chazal
- Tomás António Garcia Rosado
- Antonio de Oliveira Salazar

### Grand Officier
- António de Spínola

### Commandeur
- Henrique Mitchell de Paiva Couceiro
- António Augusto dos Santos

### Officier
- Jean Eglé Edouard Pouchin[1], lieutenant-général belge (né à Dieppe en 1812 et mort à Spa en 1883), chef de Cabinet du ministre de la Guerre, le baron Chazal cité ci-dessus, etc. (1862)
- Clément Adrien Vincendon-Dumoulin. Membre de l'expédition Dumont d'Urville au Pôle Sud et dans l’Océanie, sur les corvettes L'Astrolabe et la Zélée, il fait le premier calcul de l'inclinaison magnétique permettant ainsi de localiser le pôle Sud magnétique (23 janvier 1838) et dresse la 1re carte de la Terre Adélie (1840)
- Henrique Mitchell de Paiva Couceiro (Lisbonne, 30 décembre 1861 — Lisbonne, 11 février 1944) est un militaire, un administrateur colonial et un homme politique portugais. Il est connu pour avoir participé aux campagnes d'occupation coloniale en Angola et au Mozambique.

### Chevalier
- Augusto Carlos Teixeira de Aragão
- Henri de Cathelineau
- Henrique Mitchell de Paiva Couceiro